# Paweł Burczyk
Paweł Burczyk (ur. 17 stycznia 1969 w Elblągu) – polski aktor filmowy, prezenter telewizyjny.

## Życiorys
W 1992 roku ukończył Państwową Wyższą Szkołę Teatralną im. Ludwika Solskiego w Krakowie.
Największą popularność zyskał za sprawą ról: Luksusa w serialu 13 posterunek (1997–1998) i policjanta Michałowskiego w serialu Kowalscy kontra Kowalscy (od 2021).

## Życie prywatne
Syn aktorów Stefana Burczyka i Ireny Telesz-Burczyk.
Jego pierwszą żoną była aktorka Anna Samusionek. W 2001 ożenił się z Olimpią z domu Poniźnik, z którą ma dwoje dzieci: córkę Wiktorię i syna Maksymiliana. Mieszka na warszawskim Tarchominie.

## Scenariusz
- 2000: Świąteczna przygoda

## Teatr
- 2014: ZUS, czyli Zalotny Uśmiech Słonia – Teatr Kamienica, Warszawa
- 2013: 4 tony podłogi – Teatr Kamienica, Warszawa
- 2012: Wiera Gran – Teatr Kamienica, Warszawa
- 2011: Goldoni… proszę sobie wyobrazić
- 2011: Czarne Serca – Teatr Kamienica, Warszawa
- 2009: Kieszonkowa orkiestra – Teatr Komedia, Warszawa
- 2008: Show – Teatr Komedia, Warszawa
- 2006: Makbet – Scena Polska, Czeski Cieszyn
- 2005: Dziady – Cytadela – Studio Teatralne im. Ireny Solskiej, Warszawa
- 2003: Romeo i Julia – Teatr im. Stefana Jaracza, Olsztyn
- 1999: Fragmenty z Szekspira – Akademia Teatralna, Warszawa
- 1997: Zdobycie bieguna południowego – Teatr Powszechny im. Zygmunta Hübnera, Warszawa
- 1995: Kabaret modernistyczny – PWST, Warszawa
- 1995: Awantura w Chioggi – Teatr im. Wilama Horzycy, Toruń
- 1995: Przygody Tomka Sawyera – Teatr na Woli, Warszawa
- 1994: O, beri-beri – Teatr Polski, Bydgoszcz
- 1994:  Przemiana – Teatr Dramatyczny, Warszawa
- 1994: Człowiek z La Manchy – Teatr Dramatyczny, Warszawa
- 1993: Upadłe anioły – Teatr Dramatyczny, Warszawa
- 1993: Ptaszek Zielonopióry – PWST, Warszawa
- 1992: Hamlet – Teatr Dramatyczny, Warszawa
- 1992: Oni – Teatr Powszechny im. Zygmunta Hübnera, Warszawa
- 1992: Woyzeck – Teatr Dramatyczny, Warszawa
- 1991: Awantura w Chioggi – PWST, Warszawa
- 1988: Rewolwer – Teatr im. Stefana Jaracza, Olsztyn
- 1988: Romans z wodewilu – Teatr im. Stefana Jaracza, Olsztyn
- 1987: Ten stary miły dom… – Teatr im. Stefana Jaracza, Olsztyn
- 1986: Przemysław II – Teatr im. Wilama Horzycy, Toruń

## Filmografia
- 1993: Wielka wsypa – współwięzień Branickiego
- 1993: Samowolka – Ogon
- 1994: Wenn alle deutschen schlafen – żołnierz Wehrmachtu
- 1994: Szczur – niemowa, mieszkaniec podziemia
- 1995: Pułkownik Kwiatkowski – członek komisji lekarskiej
- 1995: Pokuszenie
- 1995: Doktor Semmelweis – Muller, student Kleina
- 1995: Cwał – strażnik w Natolinie
- 1995: Daleko od siebie – ksiądz
- 1996: Wezwanie – milicjant zeznający w sądzie
- 1996: Szamanka – Marcin
- 1996: Opowieści weekendowe: Niepisane prawa – kelner
- 1997: Sara – handlarz narkotykami przed szkołą Sary
- 1997: Łóżko Wierszynina – tancerz
- 1997: Prostytutki – policjant
- 1997: Brat naszego Boga – Sebastian
- 1997: Darmozjad polski – Gwóżdź
- 1997: Taekwondo – Michał
- 1997: Musisz żyć – policjant
- 1997–1998: 13 posterunek – starszy posterunkowy Luksus
- 1998: Złoto dezerterów – więzień
- 1998: Ognisty jeździec – właściciel wielbłąda
- 1999: O dwóch takich, co nic nie ukradli – porucznik Tucznik
- 1999: Operacja Koza – Jurij
- 1999: Fuks – sprzedawca na targu, u którego zaopatruje się Aleks
- 1999: Gwiazdka w Złotopolicach – biznesmen
- 2000: Świąteczna przygoda – Młody
- 2000: Koniec świata u Nowaków – Bolo
- 2000: Nie ma zmiłuj – Julek
- 2000: Gunblast vodka – porywacz Jacek
- 2001: Tam i z powrotem – młody lekarz
- 2002: Pianista – polski pracownik
- 2002: Segment ’76 – rolnik
- 2003: Zróbmy sobie wnuka – Młody
- 2003: Polana wśród brzeziny – kelner
- 2004–2005: Plebania – Romuś Borosiuk
- 2005: Spadek – biznesmen
- 2005: Der Grenzer und das Mädchen – Marek
- 2006: Będziesz moja – „Łysek”
- 2007: Wojna i pokój – Igor
- 2007: Świadek koronny – Arkadiusz K., „Żyła”
- 2007: Odwróceni – Arkadiusz K., „Żyła” (odc. 1-3)
- 2008: Skorumpowani – „Nożyk”
- 2008: Skorumpowani – „Nożyk”
- 2009: Zamiana – supervisor w hipermarkecie
- 2009: Projekt dziecko, czyli ojciec potrzebny od zaraz – pracownik rzeźni Roberta
- 2010: Milczenie jest złotem – Krzysztof, prowadzący choreoterapię
- 2010: Zagubiony czas – Mirek
- 2013: Ida – prokurator
- 2013: Dżej Dżej
- 2013: Bilet na księżyc – milicjant na lotnisku
- 2014: Baron24 – dziennikarz
- 2020: Listy do M. 4 – Rafał

### Gościnnie
- 1993: Czterdziestolatek. 20 lat później – chłopak na „Impotencie” w „Cricolandzie” (odc. 11)
- 1994: Jest jak jest – policjant (odc. 1 i 2)
- 1994: Miejsce zbrodni – Slotan (odc. 298)
- 1995: Komisarz Rex – Boris (odc. 27)
- 1995: Maszyna zmian – kapelmistrz orkiestry dętej (odc. 2)
- 1995: Ekstradycja – Narkoman (odc. 1 i 2)
- 1996: Maszyna zmian. Nowe przygody – policjant (odc. 1, 2 i 4)
- 1996: Dom – Zawiślak (odc. 15)
- 1997: Wojenna narzeczona – szmalcownik „Elegant” (odc. 3)
- 1997: Boża podszewka – aplikant (odc. 9)
- 1999: Trzy szalone zera – posterunkowy
- 1999: Całe zdanie nieboszczyka – policjant
- 2000: Słoneczna włócznia – Paul Dreiser (odc. 6)
- 2000: O czym szumią kierpce – Jan Paluch (odc. 2)
- 2000: Duża przerwa – akwizytor Dariusz Praczyk (odc. 8)
- 2001: Przeprowadzki – rikszarz Dudek (odc. 10)
- 2001–2004: Na dobre i na złe – Kazio Bąk, siostrzeniec Burczykowej
- 2002: Sfora – Romek, informator Olbrychta (odc. 1 i 2)
- 2003–2004: Rodzinka – urzędnik Unii Europejskiej (odc. 6)
- 2003: Magiczne drzewo – konferansjer w hipermarkecie (odc. 2)
- 2003: Kasia i Tomek – Kazio (seria II, odc. 16, głos)
- 2003: Bao-Bab, czyli zielono mi – porucznik (odc. 3)
- 2004: Camera Café – reżyser (odc. 35)
- 2005: Pierwsza miłość jako Robert Miazek
- 2005: Zakręcone – Guru (odc. 11)
- 2005: Pensjonat pod Różą – Kordian Przysiecki (odc. 74 i 75)
- 2005–2006: Codzienna 2 m. 3 – Jacek, baby-sitter (odc. 12, 13 i 14)
- 2006: Kryminalni – Witek, brat Weroniki (odc. 49)
- 2006: Niania – Feliks Bączyński odc.29
- 2007: Faceci do wzięcia (odc. 51)
- 2009: Siostry jako Tomasz Graczyk (odc. 6)
- 2009: Naznaczony – dziennikarz (odc. 2)
- 2009–2010: Majka – oficer dyżurny
- 2010: Miłość nad rozlewiskiem – dziennikarz Wierzbicki (odc. 8)
- 2011: Życie nad rozlewiskiem – dziennikarz Wierzbicki (odc. 13)
- 2011: Ojciec Mateusz jako Antoni odc.88
- 2011: Aida jako prezes Jerzy Patatyn (odc.2)
- 2012–2013: Piąty Stadion jako mężczyzna (odc. 39 i 69)
- 2012: Nad rozlewiskiem – dziennikarz Wierzbicki (odc. 2, 3 i 11)
- 2012: Ja to mam szczęście! jako pracownik elektrowni odc.24
- 2013: Czas honoru – narzeczony Hani Kozłowskiej (odc. 76)
- 2019: Lepsza połowa – Adam (odc. 7)
- 2021: Tajemnica zawodowa – Marek (odc. 5)
- 2021: Na Wspólnej – Waldemar Toczewski

## Dubbing
- 2007: Lissi na lodzie – Ignac
- 2008: Simpsonowie –
  - Homer Simpson
  - Charles Montgomery Burns
  - Nelson Muntz
  - Barney Gumble
  - Murphy Krwawiące Dziąsła
  - Herman
  - Kearney Zzyzwicz

## Programy rozrywkowe
- 2010: Stand up. Zabij mnie śmiechem